# Scambiatore a pacco alettato

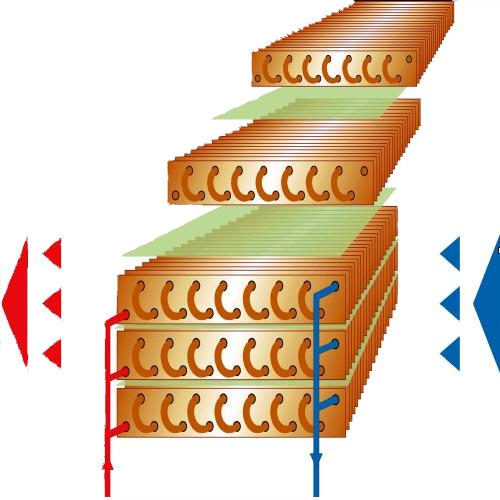
Scambiatori a pacco alettato

Lo scambiatore a pacco alettato è una tipologia di scambiatore di calore che trova impiego nel radiatore dell'automobile, nello scambio termico tra un fluido refrigerante e l'aria nel settore della climatizzazione, della refrigerazione e della deumidificazione. Trova quindi applicazione in tutti i condizionatori, i chiller e i ventilconvettori.

## Geometria dello scambiatore a pacco alettato
In uno scambiatore a pacco alettato si distinguono le seguenti parti:
- i tubi, solitamente in rame, piegati ad U (forcine) o dritti (spezzoni);
- il pacco alettato, composto dalle alette, di norma in alluminio;
- le curvette, tubi più corti piegati ad U brasati ai primi tubi, che completano la circuitazione;
- i collettori, che distribuiscono il fluido interno tra i tubi e permettono la connessione dello scambiatore al resto dell'impianto.

Il necessario scambio termico tra alette e forcine è garantito dall'accoppiamento per interferenza realizzato tramite la mandrinatura (un'espansione meccanica del tubo per mezzo di un'ogiva).
Soluzioni tecnologiche particolari possono prevedere l'utilizzo di tubi internamente rigati oppure tubi in alluminio, cupronickel o ancora alette in rame, in alluminio preverniciato, ecc.